# Socket TR4
Socket TR4は、AMDより発表されたZenをベースとして作られたデスクトップPC向けのCPUソケットである。別名はSocket SP3r2。

## 概要
このソケットはRyzen Threadripperで使用し、Intel Core-Xシリーズと同じ立ち位置にありAMDの一般向けでは初となるLGAソケットを採用している。
このソケットは他のLGAソケットと違い、マザーボード側のピン折れ対策としてCPUを取り付ける際にキャリアフレームを利用して取り付ける仕様となっている。
大まかな手順としては
1. CPUをキャリアフレームに取り付ける
2. ネジを緩めフレームとスロットを持ち上げる
3. スロットにCPUを取り付けたキャリアフレームをセットする
4. スロットを戻した後に金属フレームを戻しネジを固定する

ネジはT20が採用されているが、必要以上のトルクをかけると破損する恐れがあるとして、AMDは付属の一定以上のトルクがかかると音がなる付属のトルクスドライバーを使うよう呼びかけている。
現時点ではThreadripper用のソケットとなり、サーバー用として発表されているEPYCのSocket SP3は物理互換は持つが電気的互換は持たない。

## 採用製品
CPU
- AMD
  - Zen
    - Whitehaven

  - Zen+
    - Colfax

チップセット
- AMD
  - X399